# Arnoldas Pranckevičius

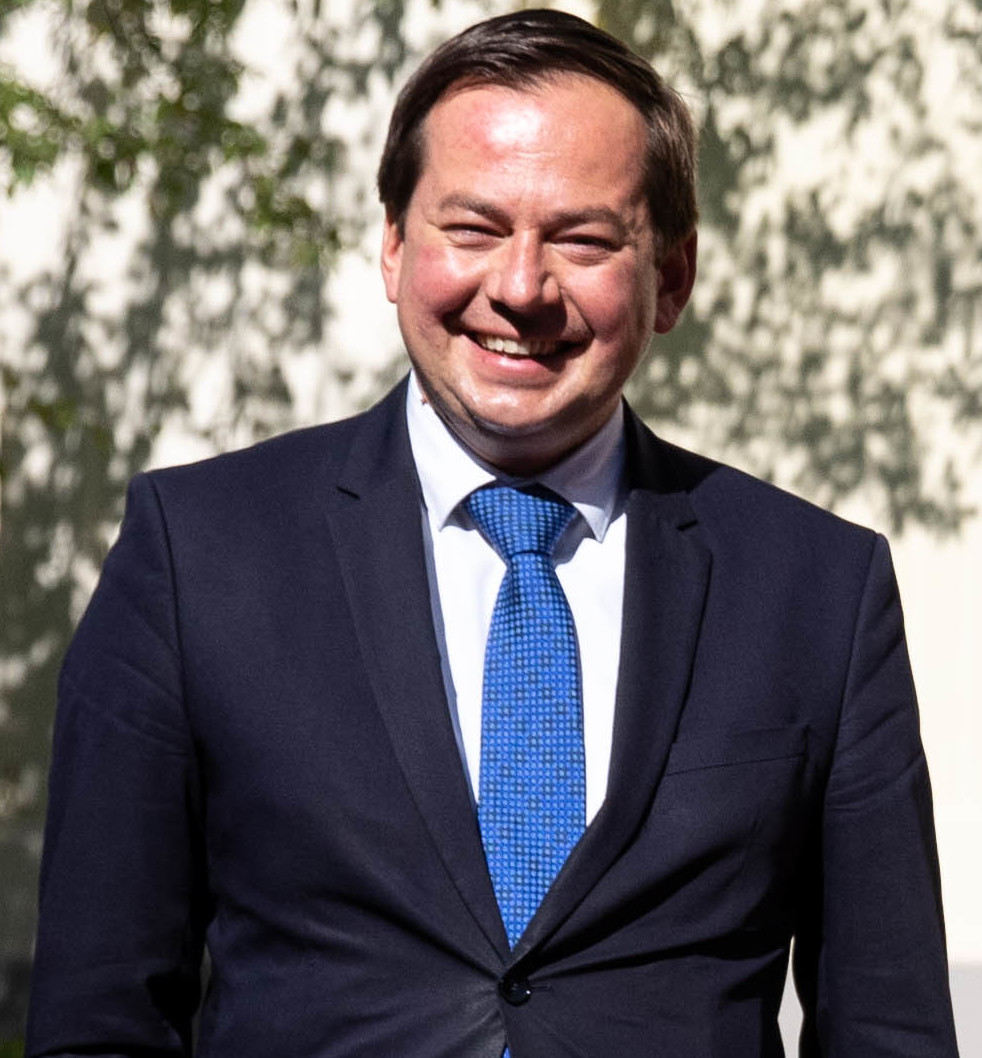
Arnoldas Pranckevičius

Arnoldas Pranckevičius (*  1980 in Panevėžys) ist ein litauischer Diplomat,  Politiker und Vizeminister.

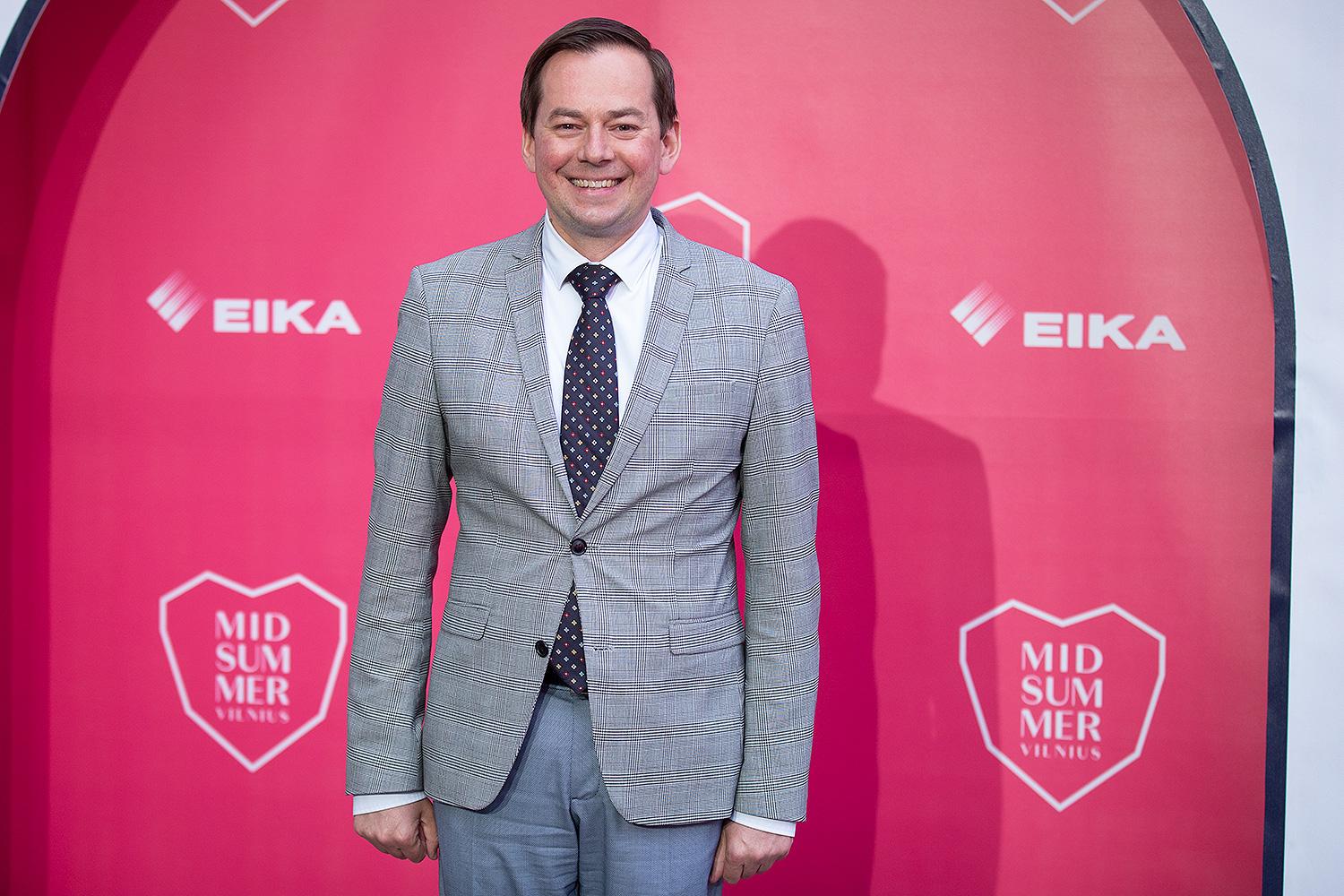

## Leben
Nach dem Abitur 1998 am 5. Gymnasium Panevėžys studierte er an der Vilniaus universitetas. Danach absolvierte Arnoldas Pranckevičius ein Bachelorstudium an der Colgate University und von 2002 bis 2004 das Masterstudium der Politik an der Institut d’études politiques in Paris. Von 2004 bis 2005 war er Berater von Valdas Adamkus,  Jerzy Buzek, Martin Schulz und von 2016 bis 2020 leitete er die Vertretung der Europäischen Kommission in Litauen.  Seit Dezember 2020 ist er Vizeminister (Stellvertreter von Gabrielius Landsbergis am Außenministerium im  Kabinett Šimonytė, geleitet von Ingrida Šimonytė).